# Liennet
Der Liennet ist ein Fluss in Frankreich, der im Département Indre in der Region Centre-Val de Loire verläuft. Er entspringt beim Weiler Villechère, im nördlichen Gemeindegebiet von Saint-Chartier, entwässert generell in nördlicher Richtung und mündet nach rund 27 Kilometern am Ortsrand von Brives als linker Nebenfluss in die Théols. 

## Orte am Fluss
(Reihenfolge in Fließrichtung)
- Saint-Août
- Sassierges-Saint-Germain
- Boisramier, Gemeinde Ambrault
- Vouillon
- Brives